# Frédéric Brisson
Frédéric Brisson (Angulema, 25 de desembre de 1821 - 1900) fou un pianista i compositor francès.
Va escriure nombroses composicions per a piano, orgue i harmònium, una opereta Les ruses villageoises i un tractat, Ecole d'orgue, així com nombrosos arranjaments de compositors famosos.